# The Living End (film 1992)
The Living End è un film di genere commedia drammatica del 1992 diretto da Gregg Araki.

## Trama
Luke, un aitante giovane omosessuale che nella vita pensa solo a fare sesso, incontra per caso Jon, un giovane scrittore un po' perso e appassionato di cinema; quest'ultimo ha appena saputo di essere sieropositivo all'HIV. In una Los Angeles ostile, popolata da serial killer lesbiche, da assassine di mariti e da picchiatori di omosessuali, Luke e Jon si lasciano andare a una tempestosa storia d'amore. Luke, dal grilletto abbastanza facile, uccide inavvertitamente un poliziotto. I due amanti fuggono insieme a San Francisco, dove un amico di Luke rifiuta di nasconderli. La coppia comincia allora una lunga, appassionata fuga attraverso gli Stati Uniti. Per sopravvivere Luke rapina distributori di dollari, mentre Jon guida la macchina. Solo Jon si sforza di mantenere un contatto con la sua vita precedente all'incontro di Luke: a ogni tappa telefona a Darcy, la sua migliore amica rimasta a Los Angeles. La folle fuga amorosa si trasforma in tragedia quando Jon fa sapere a Luke che vuole rientrare a casa. A questo punto Luke punta la pistola contro Jon e fanno l'amore in uno scontro violento e romantico; poi, forse pentito della sua scelta, Jon getta via l'arma e i due si sdraiano su una spiaggia deserta.